# دانيال بناك
دانيال بناك (بالفرنسية: Daniel Pennac) كاتب فرنسي ولد بالدار البيضاء في المغرب سنة 1944.

## روابط خارجية
- دانيال بناك على موقع IMDb (الإنجليزية)
- دانيال بناك على موقع ميوزك برينز (الإنجليزية)
- دانيال بناك على موقع أول موفي (الإنجليزية)
- دانيال بناك على موقع ديسكوغز (الإنجليزية)
- دانيال بناك على موقع قاعدة بيانات الفيلم (الإنجليزية)